# Francesco Salamini
Francesco Salamini (Castelnuovo Bocca d'Adda, 18 marzo 1939) è un botanico italiano.

## Biografia
È stato professore di Botanica e fisiologia presso la Facoltà di Agraria dell'Università di Piacenza e Direttore della Sezione Maiscultura di Bergamo dell'Istituto sperimentale per la Cerealicoltura di Roma. 
È stato dal 1985 al 2002 il direttore dipartimento di Miglioramento genetico e fisiologia delle piante della Max-Planck-Gesellschaft zur Förderung der Wissenschaften, di Colonia che è la più importante istituzione europea del settore.
Tornato in Italia è coordinatore nazionale del "Piano Nazionale per la Biotecnologia Vegetale" del Ministero dell'agricoltura.
È dottore honoris causa dell'Università di Bologna e Chairman del Comitato Scientifico del Parco Tecnologico Padano.
Collabora come esperto scientifico alla realizzazione dell'Expo 2015 confermato poi nel Comitato scientifico.
L'11 settembre 2009, la Giunta provinciale di Trento lo ha nominato Presidente dell'Istituto agrario di San Michele all'Adige.
Nel maggio 2014 si è candidato come consigliere comunale nel suo paese natale all'interno della lista "Castelnuovo per te", non ottenendo però i numeri per essere eletto, nonostante la lista abbia vinto le elezioni, e risultando tra gli ultimi votati.

## Affiliazioni scientifiche e accademiche
È membro dell'Accademia Nazionale delle Scienze detta dei XL (dal 1990), dell'Organizzazione Europea di Biologia Molecolare (dal 1992), dell'Accademia dei Georgofili di Firenze, dell'Accademia Nazionale di Agricoltura di Bologna, dell'Accademia Nazionale dei Lincei (dal 2004), dell'Academia Europæa dal 1990.

## Premi e riconoscimenti
- 1987: Medaglia dei XL, conferita dall'Accademia Nazionale delle Scienze detta dei XL[6]
- 1995: Premio Invernizzi (insieme a Siro Lombardini)[7].
- 2007: Benemerenza civica dal sindaco di Castelnuovo Bocca d'Adda.
- 2012: Premio Galileo Galilei[4].

## Opere
- Il mais in collaborazione con Carlo Lorenzoni, Antonello Negri (2007) Script/Bayer CropScience
- Introduzione al miglioramento genetico qualitativo in collaborazione con Giorgio Baldi, Mario Buiatti,-Edagricole 1973
- Tommaso Maggiore, Francesco Salamini  Ricerca, innovazione e progresso dell’agricoltura Rivista i tempi della terra